# Masques semainiers
Pour les articles homonymes, voir semainier.
Les masques semainiers, encore appelés « masques des sept jours de la semaine », sont des séries de sept masques originaires de l'artisanat sénégalais dont la forme et les attributs sont censés représenter symboliquement un jour précis de la semaine du calendrier grégorien. Ils sont attribués aux Wolofs, population principalement répandue au Sénégal et, à un moindre degré, en Gambie et Mauritanie.

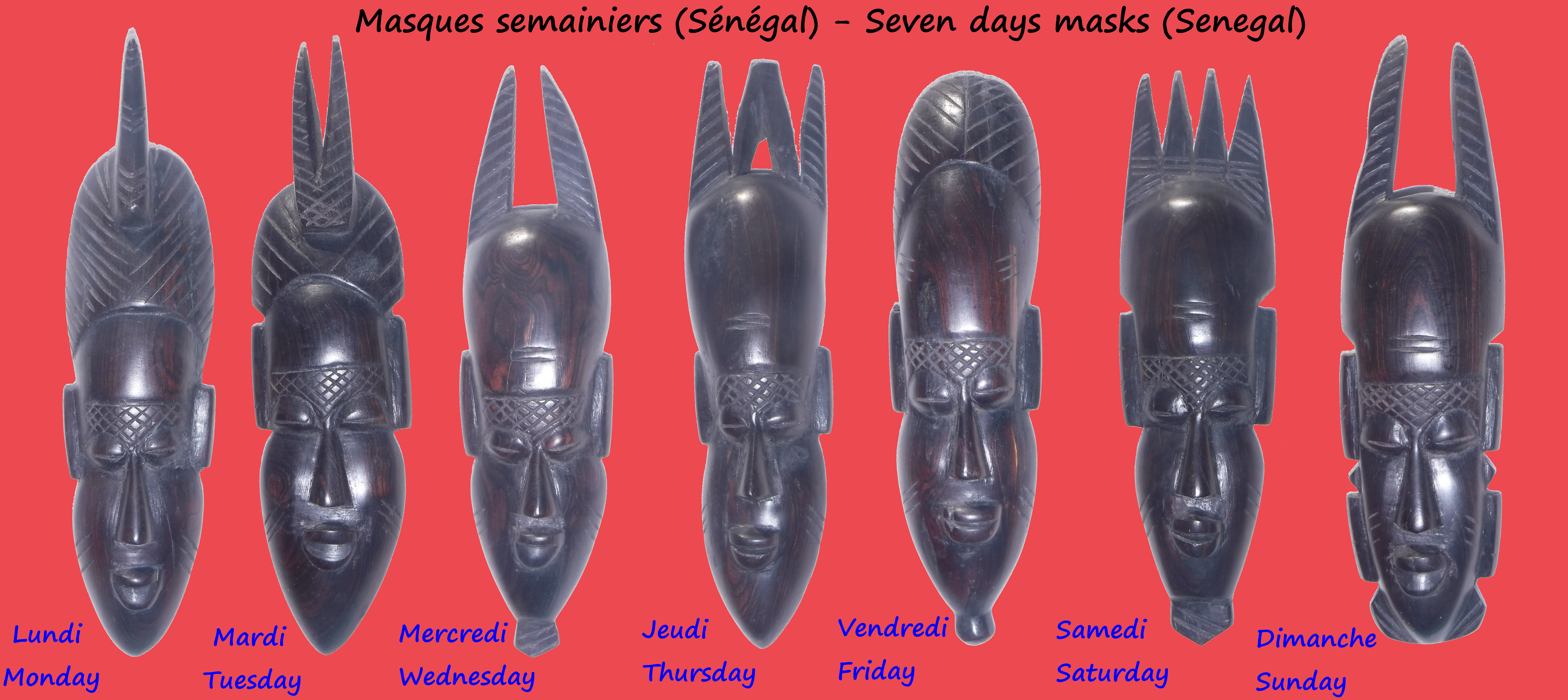
Masques semainiers du Sénégal, en Ébène

## Histoire et usage
L'origine de ces semainiers est mal connue et peu documentée, certainement « du fait de la nature orale de la plupart des cultures africaines ». Ils auraient été initialement utilisés comme calendriers destinés à des populations illettrées musulmanes ; chaque masque, placé verticalement, indiquant un des sept jours, aurait permis aux  communautés d'assurer le rituel journalier ad hoc dans l'ordre chronologique de la semaine.
Actuellement ces masques, ayant perdu leur hypothétique utilité calendaire, sont plutôt façonnés pour la décoration, le commerce touristique ou la vente à des collectionneurs d'art africain, tout en étant beaucoup moins prisés que ceux d'autres pays d'Afrique (par exemple ceux de Côte d'Ivoire).
Un site d'art africain déclare que ce type de masque « N’est pas destiné à être porté ni pour un rituel. Ils étaient accrochés au mur d’une des pièces de la maison et servaient de décoration ».

## Description
La symbolique attachée aux semainiers est une sorte de syncrétisme, en effet elle se réfère à la fois aux pratiques des traditions musulmanes, bien que représentant la figure humaine, et à un calendrier occidental, c'est-à-dire dont la semaine commence un lundi et non un dimanche comme dans le monde arabe, sachant que les mots Wolof désignant les jours de la semaine sont, à l'exception de dibéer / dimaas et gaawo / aseer, dérivés de la langue arabe.
Cependant, la relative méconnaissance de l'histoire de ces masques semble avoir eu pour conséquence le fait que les rares sources — souvent orales rapportées sur des blogs ou des sites commerciaux — ne sont pas toutes d'accord, voire parfois contradictoires, sur les attributs des divers masques, leur appartenance à un jour précis de la semaine, l'activité à laquelle chacun se réfère et même leur ordre chronologique. 
La description qui semble réunir le meilleur consensus est la suivante,, :
| Jour     | En Wolof,                | Racine et N° du jour du Calendrier musulman                                                        | Attributs | Activité du jour |
| -------- | ------------------------ | -------------------------------------------------------------------------------------------------- | --- | --- |
| Lundi    | Altineh [al-ti-ney]      | de l’arabe « al-thanin » « le 2e jour »                                                            | Une pointe sur la tête + un bonnet | Jour où l'on ne cultive pas la terre Jour de l'école coranique (Jour de naissance du prophète selon la tradition musulmane) |
| Mardi    | Talaata [ta-laa-ta]      | de l’arabe « al-thalatha » « le 3e jour »                                                          | Deux pointes sur la tête + un bonnet | Jour de la lessive et / ou Jour de la pêche                                                                                 |
| Mercredi | Allarba [al-lar-ba]      | de l’arabe « al-rabie » « le 4e jour »                                                             | Deux pointes sur la tête Une barbe | Jour où les hommes se coupent la barbe ou ? Jour où il est défendu de se raser et / ou Jour du marché                       |
| Jeudi    | Alhames [al-kha-mis]     | de l’arabe « al-khamis » « le 5e jour »                                                            | Quatre pointes sur la tête formant un M inversé : - au centre, deux obliques qui se touchent : les mariés - sur les côtés, deux verticales : les témoins                    | Jour traditionnel du mariage en pays musulman                                                                               |
| Vendredi | Ajjuma [aj-ju-ma]        | de l’arabe « al-juma » littéralement « l’assemblée » lors de la prière à la mosquée « le 6e jour » | Seul masque sans aucune pointe mais une coiffe (ou un bonnet) Une barbe soignée                                                                                             | Jour de prière à la mosquée                                                                                                 |
| Samedi   | Gaawo [gaa-woo] aseer    | asser emprunt possible au berbère « le 7e jour »                                                   | Quatre pointes droites (en forme de peigne) Une barbe | Jour de fête / de sortie |
| Dimanche | Dibéer [dee-beyr] dimaas | dimaas est issu du français « dimanche » « 1er jour »                                              | Deux pointes sur la tête Des vêtements de loisirs et autres ornements (plis et formes entourant le masque) Pieds représentés par des attributs latéraux à la base du masque | Jour de repos ou de visite et / ou Jour où se pratique la circoncision                                                      |

## Note critique[note 1].
Les « masques semainiers » souvent présentés comme originaires du Sénégal et attribués au peuple wolof ne reposent sur aucune source ethnographique ou historique sérieuse. Ces objets, généralement constitués de sept visages alignés représentant les jours de la semaine, sont des créations artisanales contemporaines destinées au marché touristique et à la décoration. Leur fabrication en bois d'ébène et leur régularité stylistique signalent une production standardisée, sans usage rituel attesté.
Le peuple wolof, majoritairement islamisé depuis plusieurs siècles, ne possède pas de tradition connue de masques rituels dans sa culture religieuse ou sociale. Les masques, en tant qu'objets sacrés et performatifs, sont davantage associés à d'autres groupes d'Afrique de l'Ouest comme les Dogons, les Bwas, les Sénoufos ou les Dans.
L'absence totale de ces masques dans les grandes collections muséales africaines (comme celles du Musée du Quai Branly ou du British Museum) et dans les ouvrages académiques consacrés à l'art rituel africain renforcerait l'hypothèse de leur invention récente, hors du cadre traditionnel.